# 舊門

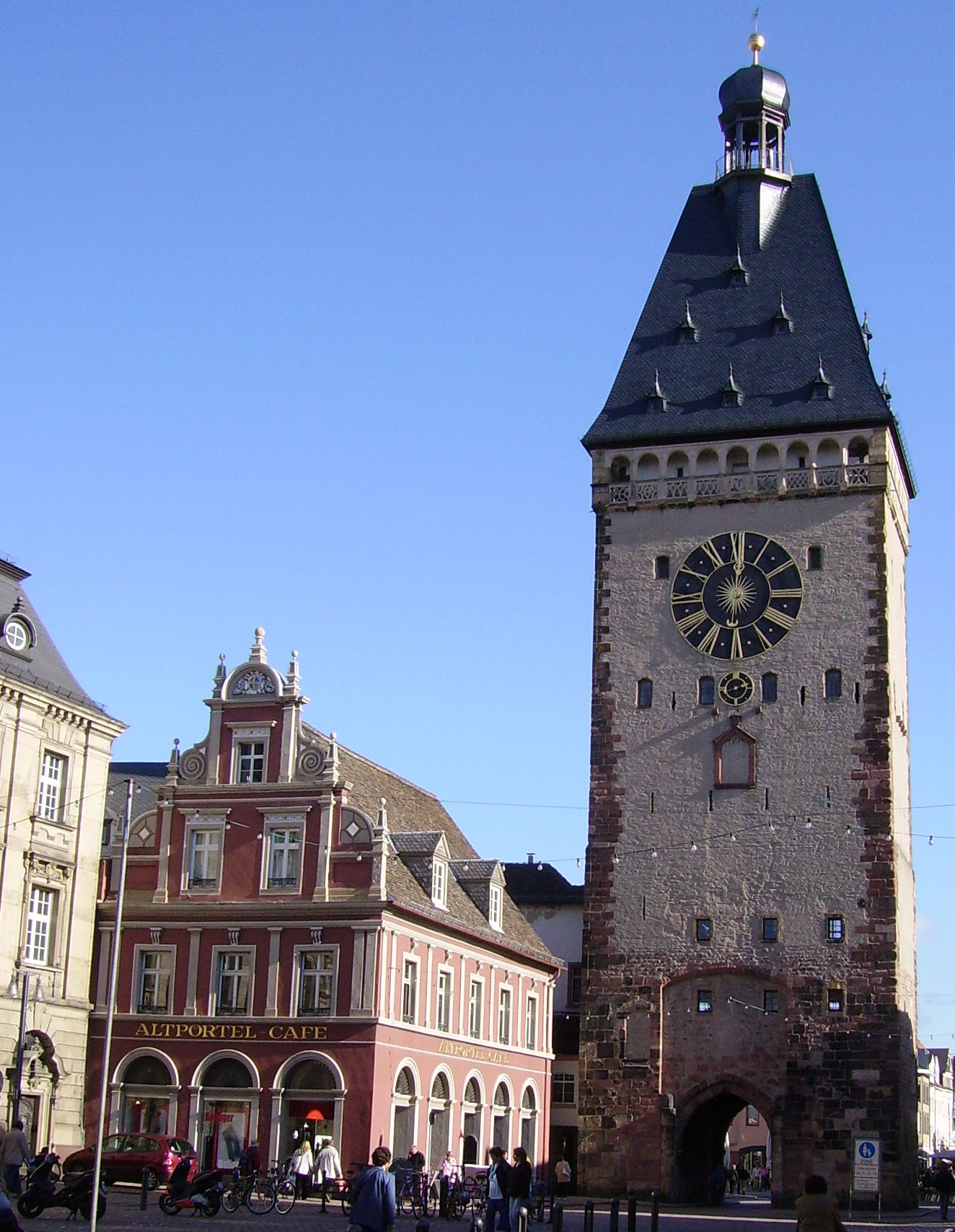

舊門（德語：Altpoertel）是德國城市施派爾在中世紀時期的西城門，也是舊城的68塔之一。城門高度達55米，是德國最高大的城門建築之一。舊門修建於1230年至1250年期間。